# Colegio de Santo Tomás (Sevilla)

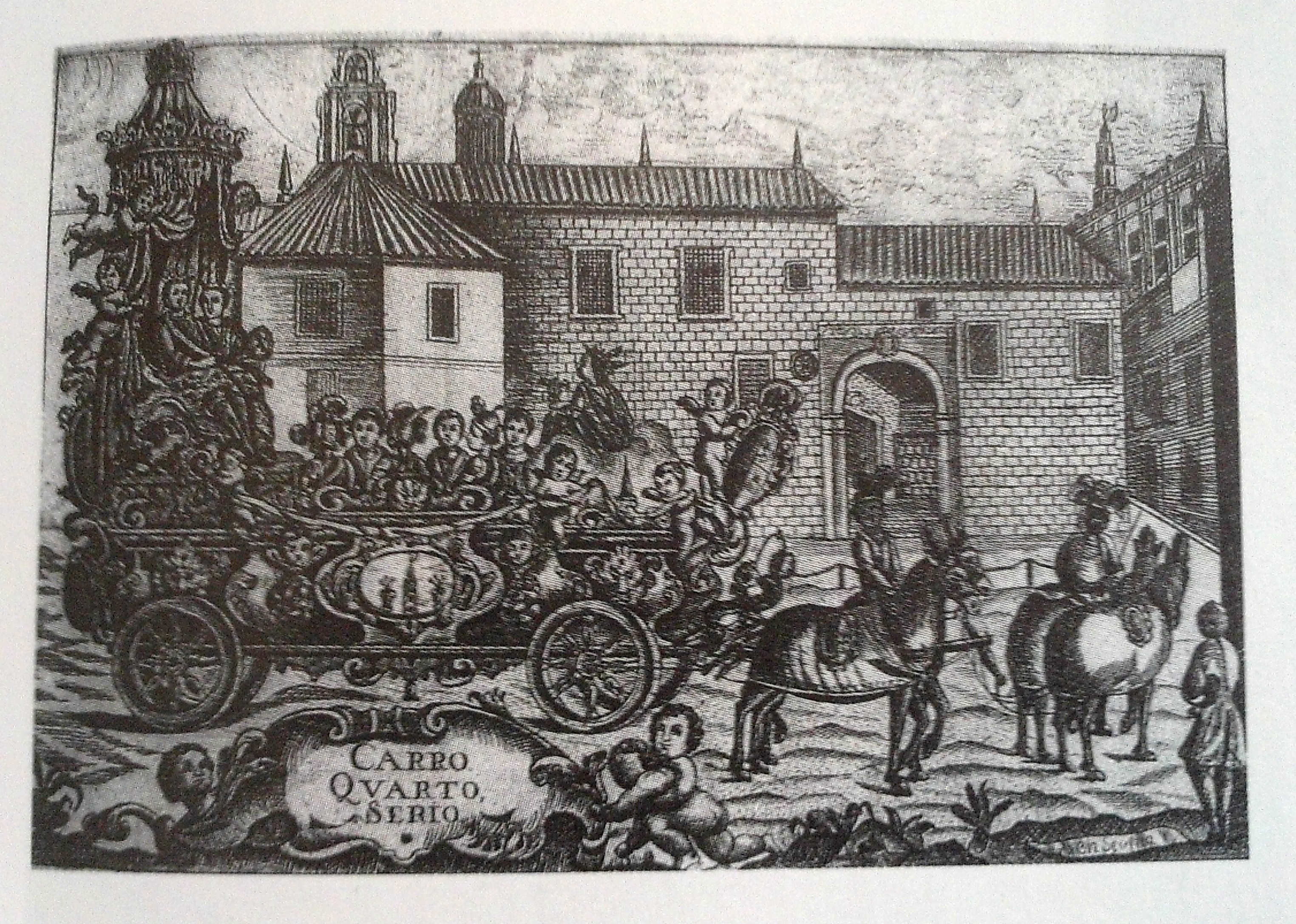
El carro del Parnaso (de la mascarada realizada para la proclamación de Fernando VI) pasando frente al colegio de Santo Tomás. Grabado de Agustín Moreno sobre un dibujo de Domingo Martínez. 1742.

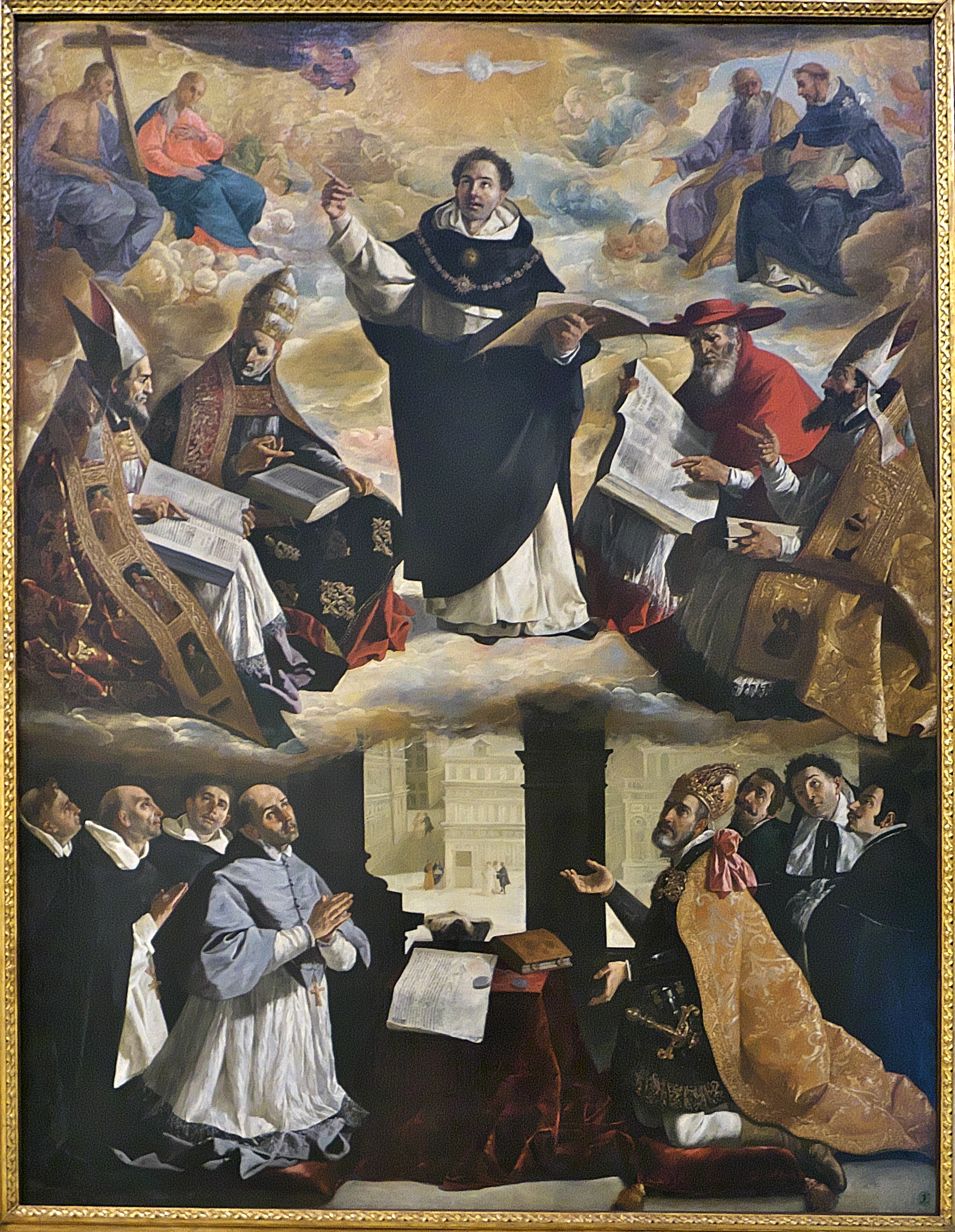
Apoteosis de Santo Tomás de Aquino, Museo de Bellas Artes de Sevilla

El colegio de Santo Tomás de Sevilla, fundado en 1517, estaba regido por los dominicos. En 1545 Carlos I le otorgó el rango de universidad. Fue clausurado en 1810 y reabierto en 1815. Fue clausurado definitivamente tras la desamortización de 1835. El edificio tuvo varios usos civiles y militares. Fue derribado en 1927 para una reforma urbanística de la zona.

## Historia
Fray Diego de Deza planteó fundar en Salamanca en 1515 un colegio en el convento de San Esteban. Para ello obtuvo una bula del papa León X el 5 de junio de 1515. No obstante, desistió para instalarlo en Sevilla ya que consideraba que esa ciudad no tenía suficientes centros de estudios teológicos, al contar solamente con una escuela de Artes y Teología en el convento dominico de San Pablo. Compró unas casas en la calle Cantarranas junto al citado convento para hacer en él su colegio y consiguió un nuevo permiso pontificio el 14 de abril de 1516. No obstante, el terreno de esas casas era poco apto para la construcción el grado de humedad. Logró un nuevo emplazamiento en unas casas propiedad del cabildo catedralicio que se encontraban entre la collación de Santa María. Para esta fundación obtuvo una nueva bula de León X el 14 de noviembre de 1516. El Colegio de Santo Tomás se inauguró el 28 de noviembre de 1517 en presencia del arzobispo y de dominicos de varios conventos.
En el mismo se impartían las asignaturas de Teología, Artes y Gramática. En 1523 el edificio contaba con un claustro de dos plantas, una capilla, un refectorio, tres aulas y una biblioteca. En 1545 Carlos I le otorgó el rango de universidad. A finales del siglo XVI la universidad tenía ya dos cátedras de Latín. El edificio tuvo reformas y ampliaciones en 1636, 1640 y 1698. En 1724 se añadió una cátedra de Matemáticas.
En 1592 los jesuitas fundaron el Colegio Inglés de Sevilla. En 1766 empezó sus estudios en este centro el irlandés Thomas Hussey, nacido en 1746 en el condado de Meath. La institución fue clausurada con la expulsión de los jesuitas de España en 1767. Thomas Hussey se trasladó a estudiar al Colegio de Santo Tomás entre 1767 y 1769. Llegó a ser obispo de Waterford y Lismore y se implicó en cuestiones políticas con lealtad a España.
En 1611 los jesuitas fundaron el Colegio Irlandés. Cuando los jesuitas fueron expulsados de España en 1767, los estudiantes de aquel lugar se marcharon al Colegio de Santo Tomás. Esta institución, y el convento dominico de San Pablo, mantuvieron una estrecha relación con Irlanda. En 1780 llegó al Colegio de Santo Tomás el estudiante irlandés John Murphy, nacido en 1753 e hijo de un pobre labrador del condado de Wexford. Permaneció aquí hasta 1785. En 1798 el sacerdote John Murphy tuvo un papel protagónico en la rebelión de Wexford contra los ingleses.
El colegio fue saqueado y clausurado por las tropas francesas, en la invasión de 1810. Fue reabierto en 1815. Fue reparado y restaurado, aunque cerró, finalmente, con la desamortización de 1835.
El edificio tuvo varios usos civiles y militares. Fue derribado en 1927. En su parcela se construyeron el edificio de Correos y Telégrafos y el de la compañía de seguros Aurora.
En 1992 los dominicos se instalaron en el edificio del antiguo Monasterio de Santa María la Real, en la calle San Vicente. Esta nueva sede fue llamada Convento de Santo Tomás de Aquino.

## Patrimonio

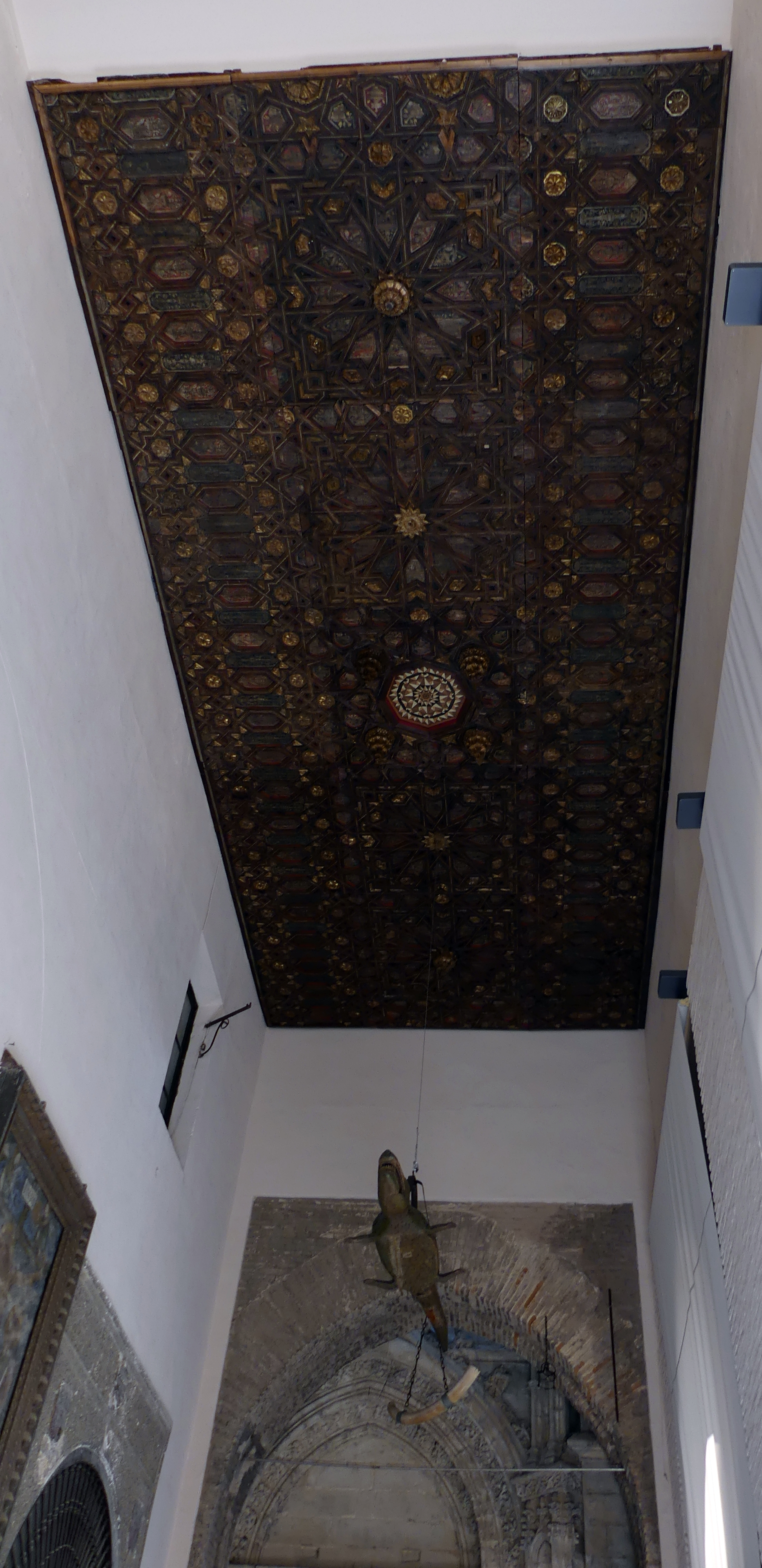
Artesonado procedente del colegio en la Nave del Lagarto de la Catedral de Sevilla.

Tras lo sucedido en el siglo XIX algunos de sus cuadros fueron a parar a otros sitios:
- Apoteosis de santo Tomás de Aquino. Realizado por Francisco de Zurbarán en 1631. Se encontraba en el retablo mayor de la iglesia del colegio. En 1810, durante la invasión francesa, fue depositado en el Alcázar y fue llevado al Museo Napoleón de París. Regresó a España en 1814 y fue devuelto al colegio en 1819. Entre 1820 y 1823 estuvo en la catedral de Sevilla. Posteriormente estuvo de nuevo en el colegio hasta la exclaustración de 1835.[9] En la actualidad está en el Museo de Bellas Artes de Sevilla.[10]
- Retrato del arzobispo de Sevilla fray Diego de Deza. Realizado por Zurbarán en torno a 1631 para la biblioteca del colegio.[11] Durante la invasión francesa el cuadro se depositó en el Alcázar y, posteriormente, no regresó al colegio. En la actualidad se encuentra en el Museo del Prado. Madrid.[10]
- La Virgen entregando el rosario a santo Domingo. Realizado por Bartolomé Esteban Murillo en torno a 1638-1640 para la capilla de Nuestra Señora del Rosario del colegio. Fue depositada por los franceses en el Alcázar. En la actualidad se encuentra en el palacio arzobispal de Sevilla.[12]
- Martirio de san Andrés. Realizado por Juan de Roelas en torno a 1610-1615 para el retablo mayor de la capilla de la Nación Flamenca del colegio. Fue depositado por los franceses en el Alcázar. En la actualidad se encuentra en el Museo de Bellas Artes de Sevilla.[13]
- La vocación de san Pedro y de san Andrés. Realizado por Juan de Roelas en torno a 1610-1615 para el retablo mayor de la capilla de la Nación Flamenca del colegio. Fue depositado en el Alcázar y, tras pasar por el comercio privado, se encuentra en el Museo de Bellas Artes de Bilbao.[9]
- La predicación de san Andrés. Realizado por Juan de Roelas en torno a 1610-1615 para el retablo mayor de la capilla de la Nación Flamenca del colegio. Fue depositado en el Alcázar y, tras pasar por el comercio privado, se encuentra en el Museo de Bellas Artes de Bilbao.[9]
- Virgen del Rosario con los colegiales. Realizado por Sebastián de Llanos y Valdés en 1667, que estuvo en la escalera del colegio. Fue llevada por el mariscal Soult a París. Sus herederos vendieron el cuadro en 1852. En 1915 era propiedad de Hugh Lane, que vendió el cuadro a la Galería Nacional de Irlanda, en Dublín.[14]
- Niño Jesús. Sevilla. Colección particular.

Un artesonado mudéjar del siglo XVI, proveniente del desaparecido colegio, se encuentra en la Casa Consistorial de Sevilla.
Otro artesonado procedente de este colegio fue colocado en 1926 en la Nave del Lagarto de la Catedral de Sevilla. En la década de 1980 se produjo el derrumbe de dicho artesonado, que fue repuesto en 2023.